# ザグアン県
ザグアン県（ザグアンけん、アラビア語：ولاية زغوان、英語：Zaghouan Governorate） は、チュニジアの県である。チュニジアの北東に位置する。人口は161,000人（2004年）、面積は2,768km2。県都はザグアンである。